# Youxia
Youxia (chinesisch 遊俠 / 游侠, Pinyin yóuxiá, Jyutping jau4haap6 – „fahrender ritterlicher Held; fahrender Ritter“) waren antike chinesische Krieger-Volkshelden zur Zeit der Shang- und Zhou-Dynastien, sowie der Zeit der Frühlings- und Herbstannalen und der Zeit der Streitenden Reiche. Sie haben oft eine Vorbildfunktion in der klassischen chinesischen Poesie und chinesischen Literatur, da sie sich durch ihren Kriegerethos und Gerechtigkeitssinn auszeichnen. Insbesondere im Wuxia-Genre sind Youxia oft Hauptcharaktere.
Der Begriff Youxia bedeutet wörtlich übersetzt etwa „wandernder Vigilant“, wird aber auch als „Ritter“, „Abenteurer“ oder „Söldner“ übersetzt.

## Hintergrund
Von den beiden Charakteren des Begriffs bedeutet yóu (遊) wörtlich „wandern“, „reisen“ oder „sich bewegen“, während xiá (俠) eine Person bedeutet, die in der Lage ist und die Macht hat anderen im Not hilft. Der Begriff bezieht sich auf die Art und Weise, wie diese einsamen Männer das Land – meist Jiagnhu (江湖) genannt – bereisten und physische Kraft oder politischen Einfluss nutzten, um die von den Mächtigen begangenen Unrechtsakte gegenüber dem einfachen Volk zu beheben, oft beurteilt anhand ihrer persönlichen Verhaltenskodizes der Ritterlichkeit. Youxia gehören keiner bestimmten sozialen Klasse an und ist Begrifflich nicht auf ein Geschlecht fixiert. Verschiedene historische Dokumente, Wuxia-Romane und Volksmärchen beschreiben sie als Prinzen, Regierungsbeamte, Dichter, Musiker, Ärzte, professionelle Soldaten, Händler, Mönche und sogar bescheidene Bauern und Metzger. Einige waren genauso geschickt mit einem Kalligraphie-Pinsel wie andere mit Schwertern und Speeren.
Der Begriff Xia (俠) wird mit dem Mohismus in Verbindung gebracht, welcher die Bedeutung der Gleichheit betonte und dazu aufrief, die Schwachen gegen ungerechte Kriege zu verteidigen. Ehemalige Shi-Ritter (士), die zum Ende der Zeit der Streitenden Reiche nicht zu Beamtenkarrieren wechselten, wurden oft zu Xia im Sinne des Mohismus als Verteidiger der Schwachen.
Im 16. und 17. Jahrhundert erlebte die Xia-Kultur eine große Wiederbelebung, in der Martial-Arts-Kämpfe genutzt wurden, um Unrecht zu beheben. Einige von ihnen wurden rekrutiert, um im Ming-Widerstand gegen die Qing-Dynastie zu dienen.

## In Literatur
„Die Räuber vom Liang-Schan-Moor“ gilt als eines der bekanntesten Beispiele der chinesischen Youxia-Literatur. Ein Beispiel für Youxia-Dichtung ist „Der Schwertkämpfer (jiànkè, 劍客)“ von Jia Dao aus der Tang-Dynastie.

## Ähnliche Begriffe
- Bogatyr in Russland
- Futuwwa im Nahen Osten
- Fianna in Irland
- Rōnin in Japan